# Leonor Andrade
Leonor Andrade (Pamela, 1994. szeptember 13. –) portugál énekesnő és színésznő. Ő képviselte Portugáliát a 2015-ös Eurovíziós Dalfesztiválon, Bécsben a Há um mar que nos separa című dalával. Az elődöntőben 19 pontot gyűjtött, így a 14. helyezést érte el, és ezért nem sikerült bejutnia a döntőbe.

## Élete és pályafutása
2014-ben elindult a The Voice portugál verziójában, ahol a 13 epizódban esett ki. Ezután Joana Luz szerepét játszotta az RTP1 Água de Mar című szappanoperában.
2015. február 19-én bejelentették, hogy Há um mar que nos separa című dala bekerült a portugál eurovíziós nemzeti döntőbe (Festival da Canção), amit később meg is nyert.